# Emblemariopsis signifer
Emblemariopsis signifer é uma espécie de peixe da família Chaenopsidae, no género Emblemariopsis. Encontra-se em recifes de coral no Oceano Atlântico ocidental. Foi nomeado por I. Ginsburg em 1942, e pode atingir um comprimento máximo de 2,5 centímetros. Animais desta espécie são predados por peixes da espécie Caranx latus.